# Letaba (Fluss)
Der Letaba (Afrikaans: Letabarivier, auch: Leţaba, Lehlaba, Letaba River) ist ein Fluss in der Provinz Limpopo in Südafrika. Er ist einer der bedeutenden Nebenflüsse des Lepelle und umfasst ein Einzugsgebiet von 13.670 km².
Der Name Letaba bedeutet, aus dem Sepedi übersetzt, „sandiger Fluss“.

## Flussverlauf
Der Letaba findet seinen Ursprung durch den Zusammenfluss des Groot Letaba und des Klein Letaba. Der nunmehr Letaba genannte Fluss lenkt seinen weiteren Verlauf ostwärts durch das Lowveld und fließt auf Höhe der Ausläufer der Lebomboberge, in unmittelbarer Nähe zur Grenze zu Mosambik, in den Lepelle (der bis 2005 Olifants River genannt wurde).

## Topographie/Geologie
Die Topographie des Letaba ist uneinheitlich. Im Westen stehen bis zu 2000 m hohe Berge, wohingegen im Osten tiefliegende Ebenen vorherrschen. Die westliche Abbruchkante gilt dem nördlichen Teil der Ostausläufer der Drakensberge und des Gebirges des Soutpansbergs, an die sich ostwärts das Luvubu and Letaba Water Management Area im Lowveld anschließt. Diese Zone wird von den größten Nebenflüsse des Letaba tief eingeschnitten.
Die Geologie der Region ist vielfältig. Sie besteht aus Sedimentgesteinen im Norden und metamorphen und magmatischen Gesteinen im Süden. Hochwertige Kohlelagerstätten finden sich in der Nähe von Tshikondeni sowie im nördlichen Teil des Krüger-Nationalparks.
Am südöstlichen Rand werden die mineralisch reichhaltigen Formationen des Bushveld-Komplexes tangiert. Der Fluss hat regelmäßig einen niedrigen Wasserstand. Im Bereich des Einmündung des Groot Letaba in den nunmehr Letaba genannten Fluss, wird die Wassermenge auf jahresdurchschnittlich etwa 168 Millionen m³ geschätzt, über die die beiden Staudämme des Letaba betrieben werden. Im Vergleich dazu verarbeitet der Tzaneen-Damm eine Zuflussmenge von durchschnittlich jährlich 60 Millionen m³.
Die Quellflüsse des Letaba sind der Groot Letaba und des Klein Letaba. Zuflüsse sind der Middle Letaba, der Nharhweni, der Ngwenyeni, der Nwanedzi, der Molototsi, der Nsama und der Makhadzi.

## Hydrometrie
Die Abflussmenge des Letaba River wurde am Pegel Engelhardt dam Kruger National Park über die Jahre 1984 bis 2021, beim größten Teil seines Einzugsgebietes in m³/s gemessen.

## Talsperren/Dämme

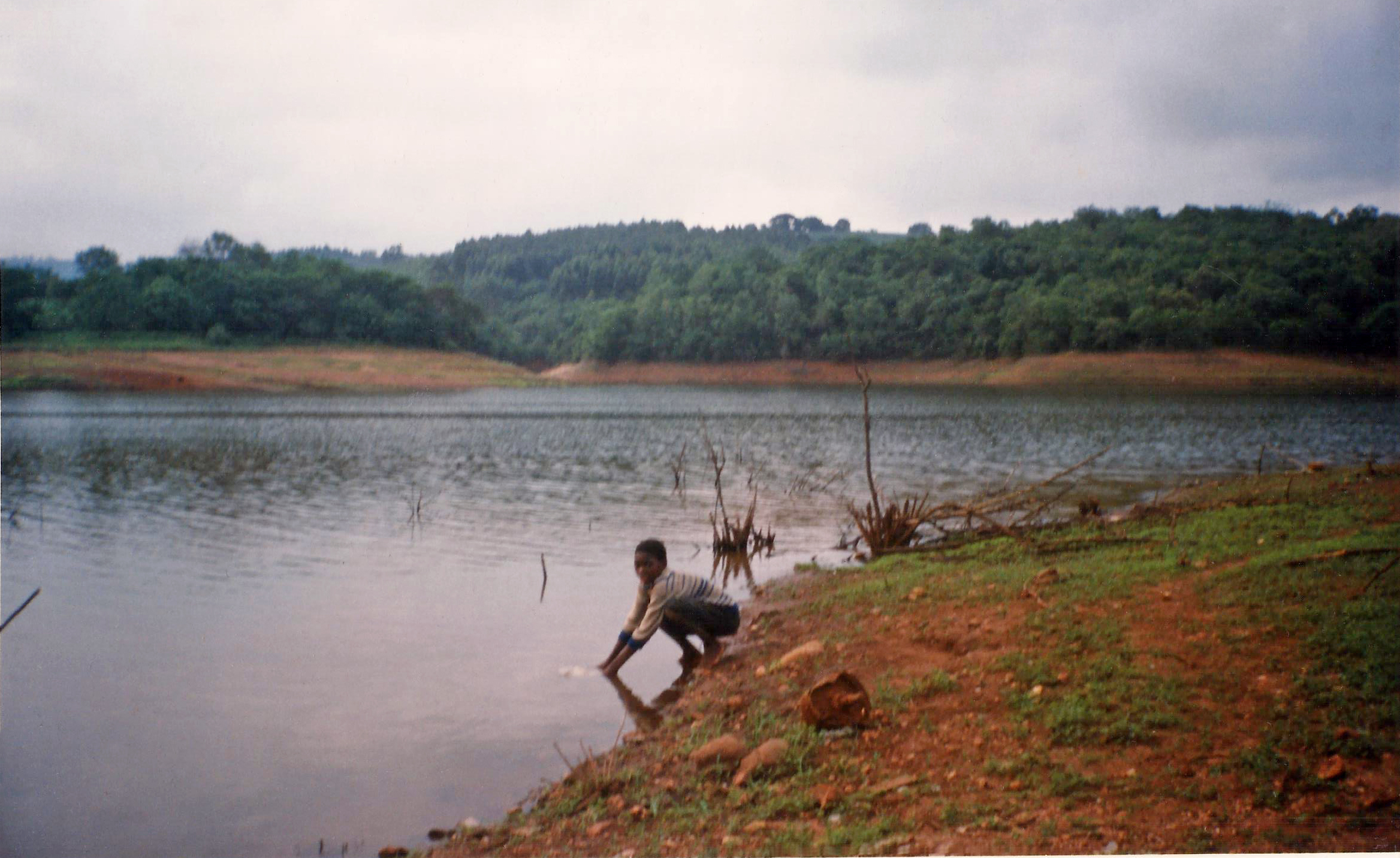
Am Tzaneen-Fluss

Im Einzugsbereich des Beckens des Letaba gibt es mehrere Talsperren. 
Im Letaba selbst stehen der Ebenezer-Damm und der Tzaneen-Damm. Der Ebenezer-Damm wurde gebaut, um den hohen Wasseranforderungen inländischer Industrie und Haushalte gerecht zu werden. Er staut über 70 Millionen m³ Wasser auf. Der Tzaneen-Damm bedient vornehmlich die Nachfrage entlang des Groot Letaba-Tals. Neben kleineren Betrieben, die auf das Wasser angewiesen sind, erhält von hier aus die Murchison-Goldmine die notwendige Versorgung. Im Kruger-Nationalpark stehen im Letaba zudem der Engelhard-Damm, der eine Kapazität von 157,57 Millionen m³ Wassermenge erzielt und damit der zweitgrößte Damm des Letaba-Bereichs ist, sowie der Black Heron-Damm.
Auch Nebenflüsse werden gestaut. Im Middle Letaba steht der Lorna Dawn-Damm; dieser bewältigt die höchsten Wassermengen des gesamten Einzugsgebiets, nämlich 184 Millionen m³. Ebenfalls im mittleren Letaba, steht der Mittlere Letaba-Damm mit einer Kapazität von 8,16 Millionen m³. Außerdem stehen im Molototsi der Modjaji-Damm und im Nsama der Hudson Ntsanwisi-Damm. Weitere Dämme sind der Magoebaskloof-Damm (4,99 Millionen m³), der Vergelegen-Damm (0,3 Millionen m³), der Rietspruit-Damm, der lediglich die örtliche Wasserversorgung regelnde Dap Naudé-Damm (2,04 Millionen m³) und der für die Versorgung von Gebieten der Westregion zuständige Hans Merensky-Damm (1,26 Millionen m³).

## Klima
Die jährliche Temperatur reicht von etwa 18 °C in den Gebirgsregionen bis über 28 °C in den nördlichen sowie östlichen Gegenden. Die höchsten Temperaturen werden im Januar gemessen, die niedrigsten im Juli.
Niederschläge treten zumeist im Sommer (Januar und Februar) und insbesondere in den Gipfelregionen auf. Die mittlere jährliche Niederschlagsmenge liegt bei 612 mm.

## Landwirtschaft
Intensive Landwirtschaft kann dort betrieben werden, wo ideale Bewässerungsbedingungen bestehen. Dies gilt insbesondere für die Nordregionen des Einzugsgebiets des Klein-Letaba auf Höhe des Mittleren Letaba-Damms, und entlang der Zuflüsse Letsitele, Groot Letaba sowie im oberen Bereich des Luvuvhu. Angebaut werden Gemüse, darunter großflächig Tomaten, Zitrusfrüchte sowie Bananen, Mangos, Avocados und Nüsse. Für Bauholz sorgen – aufgrund verhältnismäßig hoher Niederschlagsmengen – für kommerzielle Zwecke gepflanzte Wälder an der Drakensberge-Schichtstufe und auf dem Soutpansberg.